# Svatopluk Máchal
Svatopluk Máchal (29. dubna 1895 Třebíč – 27. května 1947 Praha) byl akademický malíř, hudebník a gymnaziální profesor kreslení, matematiky a českého jazyka.

## Život

### Mládí
Akademický malíř Svatopluk Máchal se narodil 29. dubna 1895 v Třebíči v rodině Jana Máchala gymnaziálního profesora a inspektora tělesné výchovy na Moravě. Studoval na c. k. gymnáziu v Třebíči. Na podzim roku 1914 byl přijat na CK Akademii umění v Praze. Ze stejného roku je znám jeho obraz Pohled na Třebíč. V březnu 1915 studia přerušil, protože byl odvelen na východní frontu. 
V září 1915 byl zajat u Tarnopolu. Od dubna 1918 byl zařazen do československých legií v Rusku, ve kterých setrval do srpna 1920, kdy se v hodnosti desátníka vrátil do vlasti.

### Poválečná studia
V letech 1921 až 1922 byl zapsán na Českém vysokém učením technickém v Praze (profesura matematiky). Na podzim roku 1922 znovu vstoupil na Akademii výtvarných umění v Praze do přípravky Jakuba Obrovského a ateliéru figurální malby Franze Thieleho. V tomto ateliéru se seznámil zejména s českými Němci, poslední generací významných žáků prof. Thieleho - Alfred Adamek, Jan Alster, Leo Fitz, Kurt Hallegger, Karl May a Ludwig Püschel. Ve šk. letech 1922/23 a 1923/24 obdržel jako talentovaný student prof. Thieleho státní stipendia a v r. 1925 Školní cenu I. stupně, a to 427 Kč a 27 h. Dne 23. června 1926 završil studium na AVU v Praze a získal stipendium od Ministerstva školství a národní osvěty 1 600 Kč na studijní cestu do Paříže, kde měl kontaktovat prof. Františka Kupku.

### Profesní dráha
Materiální podmínky jej nutili věnovat se pedagogické dráze již během poválečného studia na Akademii. Od roku 1924 (možná od r. 1921) vyučoval na reálném gymnáziu v Pardubicích, kde se seznámil a navázal celoživotní přátelství s Vojtěchem Sedláčkem. V roce 1927 dostal první písemnou nabídku od Václava Rabase na členství ve Výtvarném odboru Umělecké besedy. Tuto nabídku, stejně i jako v dalších letech, odmítl z důvodu příliš kritického mínění o své vlastní tvorbě. Od roku 1928 vyučoval na klasickém gymnáziu v Plzni. Věnoval se teorii výtvarného umění a byl spolupracovníkem Československého výzkumného ústavu pro výtvarnou výchovu. Stal se vítězem soutěže na návrh praporu Sokolské župy Plzeňské, který byl realizován v r. 1932. V současné době je prapor vystaven v Muzeu tělesné výchovy a sportu. V srpnu 1936 se přestěhoval do Prahy, kde nastoupil na Masarykovu státní čs. reálku. Penzionován byl z politických důvodů v r. 1941.
Svatopluk Máchal byl rovněž talentovaným a zaujatým hudebníkem. Od studentských let hrál na violoncello v komorních kvartetech  a vystupoval v Pardubicích, Plzni i v Praze. Tato skutečnost společně se zaměstnáním středoškolského profesora byla příčinou, že jeho malířská tvorba je méně četná a v současné době i méně zastoupená na trhu s výtvarným uměním. 
Na podzim r. 1946 byl raněn mrtvicí a zemřel v Praze v květnu 1947.

### Rodinný život
Dne 25. října 1924 se v Praze oženil s Boženou Kopeckou (1895 – 1979).

## Dílo
Raná tvorba Svatopluka Máchala z doby studia na Akademii není známa v širším zastoupení. Obraz Krajina s návsí naznačuje, že sledoval moderní výraz ovlivněný krajinářskou tvorbou André Deraina a Othona Friesze. Z doby studia na Akademii je zřejmě i brilantně zvládnutý Akt, jehož uvolněné zpracování kombinované s pevnou obrysovou linkou překračuje tradiční pojetí školní práce. František Žákavec v Národních listech (5 . 7. 1922) při hodnocení výstavy žáků Akademie píše: "Svatopluk Máchal, jemuž se ve škole Obrovského dostalo ceny Feyrfeilovy, velmi zajímá plastickou čistotou svých aktů a profilů na čistém pozadí."  Ve figurálních obrazech větších formátů Svatopluka Máchala krátká cesta do Paříže příliš umělecky neovlivnila. Jeho figurální tvorbu je možno zařadit do kontextu českého sociálního civilismu a poetismu 20. a 30. let minulého století. Podobně jako i u jeho spolužáků ve figurální speciálce prof. Thieleho lze pozorovat vliv německé Neue Sachlichkeit, např. Sedící akt (1924), Stromovka, Doma (1925) a Žena s kočkou. Sociální umění pak pokračuje skupinou obrazů U studny, Milenci u řeky (1925),  Hráči karet (1928), Návrat z pole (1929) a Matka s dítětem (1929). Některé obrazy (např. Plavení koně a Žena s nůší - před bouří) nezapřou kubistickou esenci, kterou plně rozvinul v raných kresbách (např. Piják a Kubistické zátiší).
Jitka Boučková (1984) jeho tvorbu mezi lety 1925-1935 charakterizuje takto: "Nejen námět a obsahová náplň, ale také výtvarné pojetí - oscilující mezi realismem, primitivismem a někdy i částečně zjednodušující a kubizující geometrizací - řadí Máchalova díla z let 1925-1935 do dobového proudu sociálního umění." Josef Kroutvor (1993) popisuje základní sociální typy Máchalových figurálních obrazů: "Do popředí vystupují muži s velkými kulatými hlavami, širokýma rukama, oblečení v jednoduché pomačkané kalhoty. A stejně tak působí i jeho ženy, rozložité venkovanky hledající ve městě práci a lepší živobytí."
Ve 30. letech byl okouzlen poetikou cirkusového prostředí, poutí, divadla a biografu, např. Cirkus (1930), Clowni (1931), V manéži (1931), Sloni (1931), V hledišti (1931), V biografu (1932), Akrobati (1934), Pouťový kolotoč (1935) a Publikum v divadle (1935). Dle J. Kroutvora "Máchalův cirkus je jiný než Tichého, méně elegantní a méně sentimentální." Postupně se měnil i Máchalův malířský rukopis. Ostrá obrysová linka se změkčila a základem modelace se stala chvějivá skvrna.
Druhou rovinu jeho poetiky v polovině 30. let tvoří pohoda volných dní zobrazená v temperách Západočeské galerie v Plzni Nedělní odpoledne a Zahradní restaurace, či v olejích Východočeské galerie v Pardubicích Majales a Ve Stromovce.
Vynikající úrovně dosáhly jeho práce na papíře menších formátů (akvarely, kombinované techniky, pastely), které jsou poučeny vedle německé školy Nové věcnosti i kubismem a abstraktní malbou. Zajímavostí je, že řada Máchalových prací na papíře je malována na zadní straně výkresů jeho gymnaziálních žáků (Jan Mach, 1994).
Svatopluk Máchal autorsky za svého života vystavoval pouze jednou, a to společně s Jaroslavem Krátkým v Plzni (v roce 1933). Od roku 1930 pravidelně vystavoval se Sdružením západočeských výtvarných umělců (např. v Plzni, Pardubicích a Bratislavě). Sdružení výtvarníků Purkyně mu uspořádalo posmrtnou výstavu v roce 1949 v Praze (54 olejů). Velkým objevem proto byla jeho výstava v roce 1984, kterou uspořádala Východočeská galerie v Pardubicích (40 olejů a 15 kreseb). V roce 1993 vystavila 163 prací (převážně menších formátů) Galerie Ztichlá klika v Praze.
V roce 2018 uspořádala reprezentativní výstavu Máchalových kreseb z českého venkova Galerie Sirkus v Sušici a v r. 2021 byly jeho obrazy vystaveny v tzv. muzejním výdejním okýnku v Muzeu Vysočiny v Třebíči.

## Zastoupení ve sbírkách
- Muzeum Vysočiny Třebíč, větší soubor obrazů a prací na papíře, stálá expozice autora
- Gočárova galerie v Pardubicích, např. obrazy Doma (1925), Vykopávání brambor (1927), Hráči karet (1928), Na podzim u Pardubic a větší soubor prací na papíře
- Západočeská galerie v Plzni, obraz Prořezávka v parku (1929) a soubor prací na papíře
- Galerie Středočeského kraje, obraz Clowni (1931)
- Oblastní galerie Vysočiny v Jihlavě, obrazy Cirkus (1930) a Odpočinek (1935)
- Oblastní galerie v Liberci, obrazy Lokomotiva (1925) a Městská krajina (1925)
- Prácheňské muzeum v Písku

## Galerie

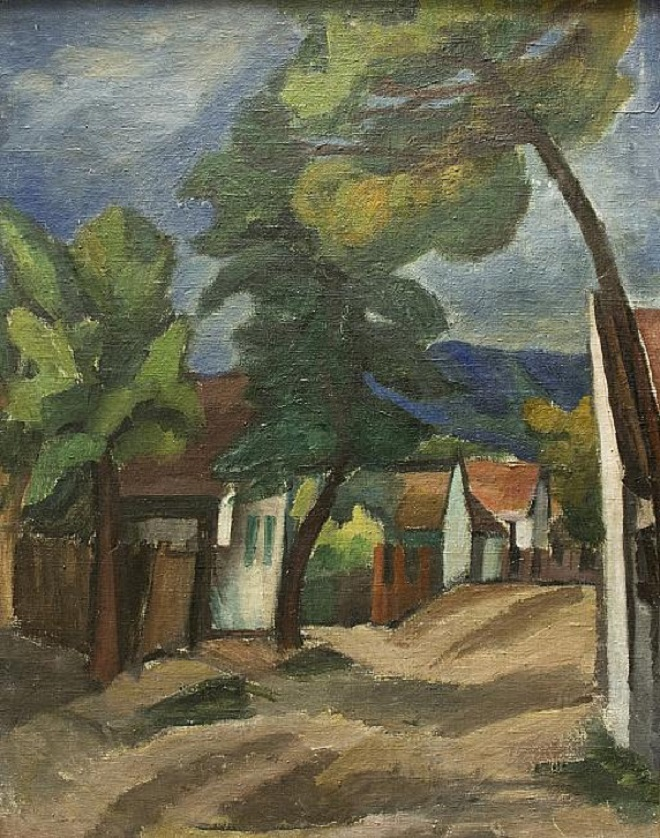
Svatopluk Máchal Krajina s návsí
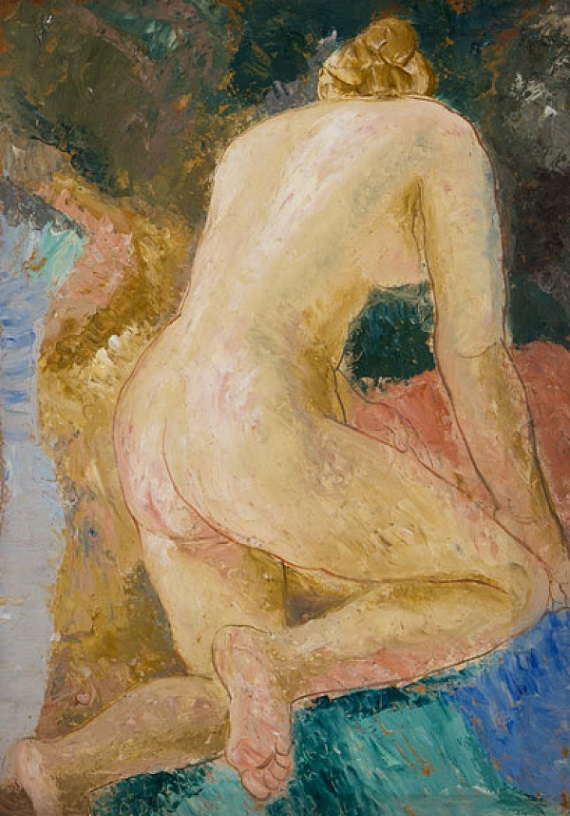
Svatopluk Máchal Akt
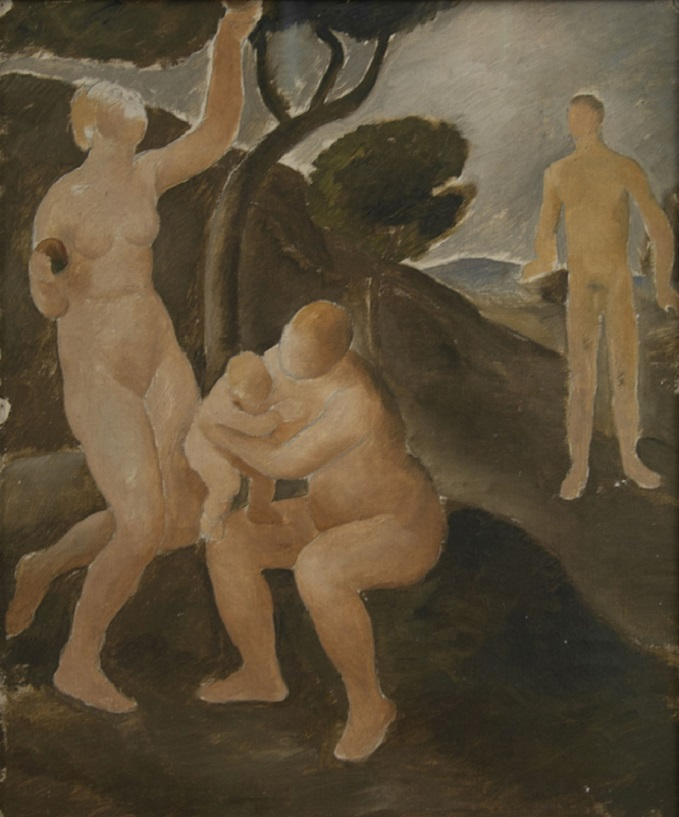
Svatopluk Máchal Rodina
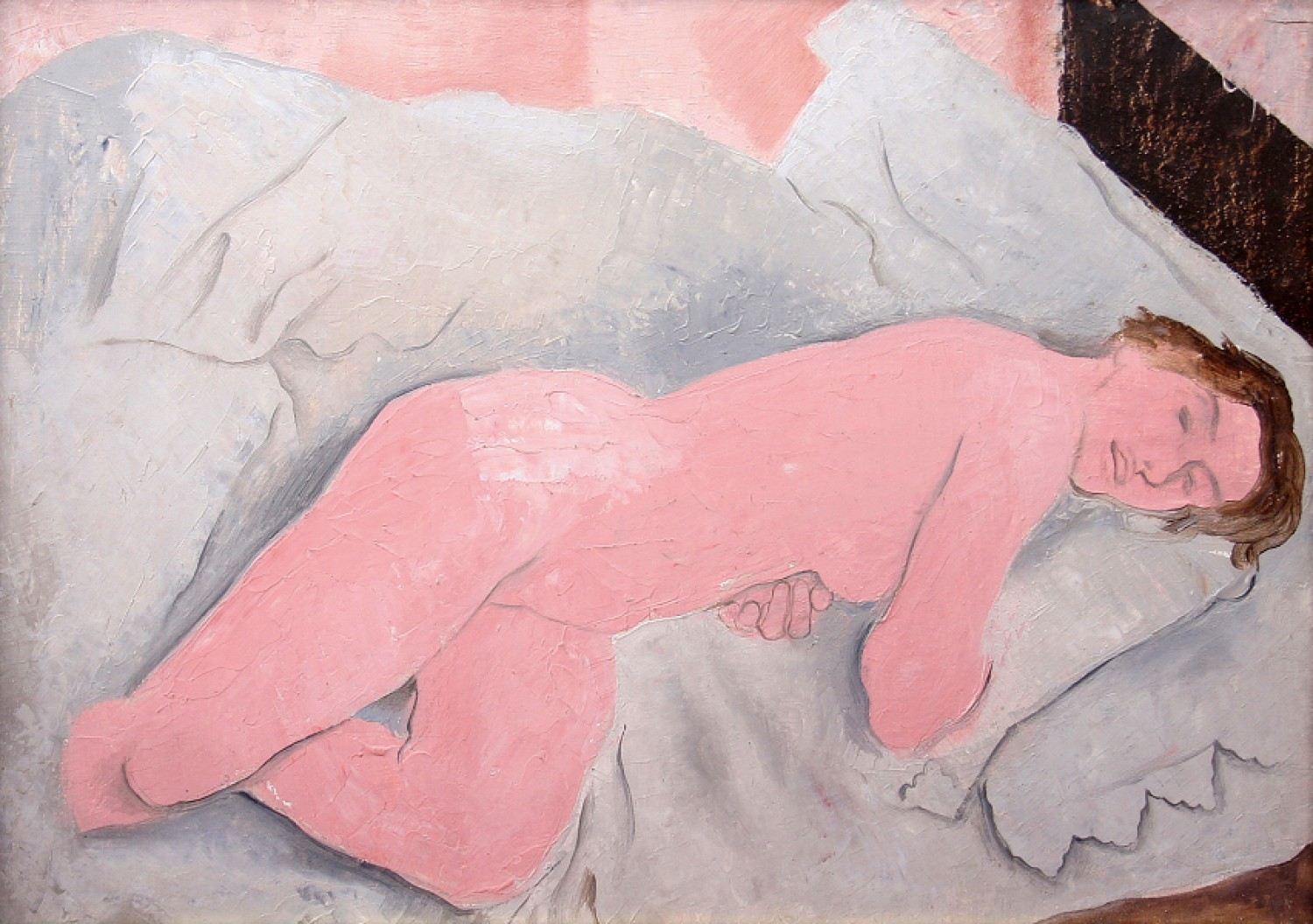
Svatopluk Máchal Ležící akt (enkaustika)
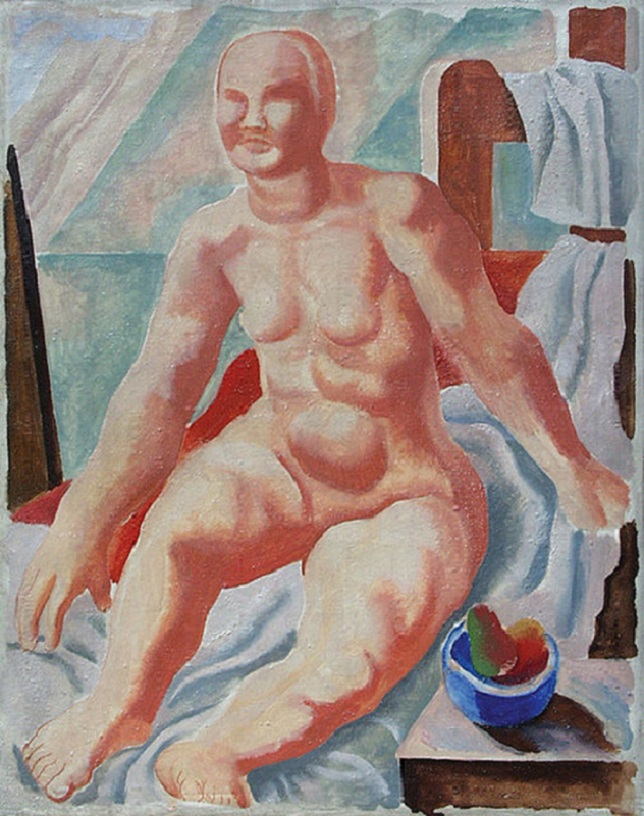
Svatopluk Máchal Sedící akt (1924)
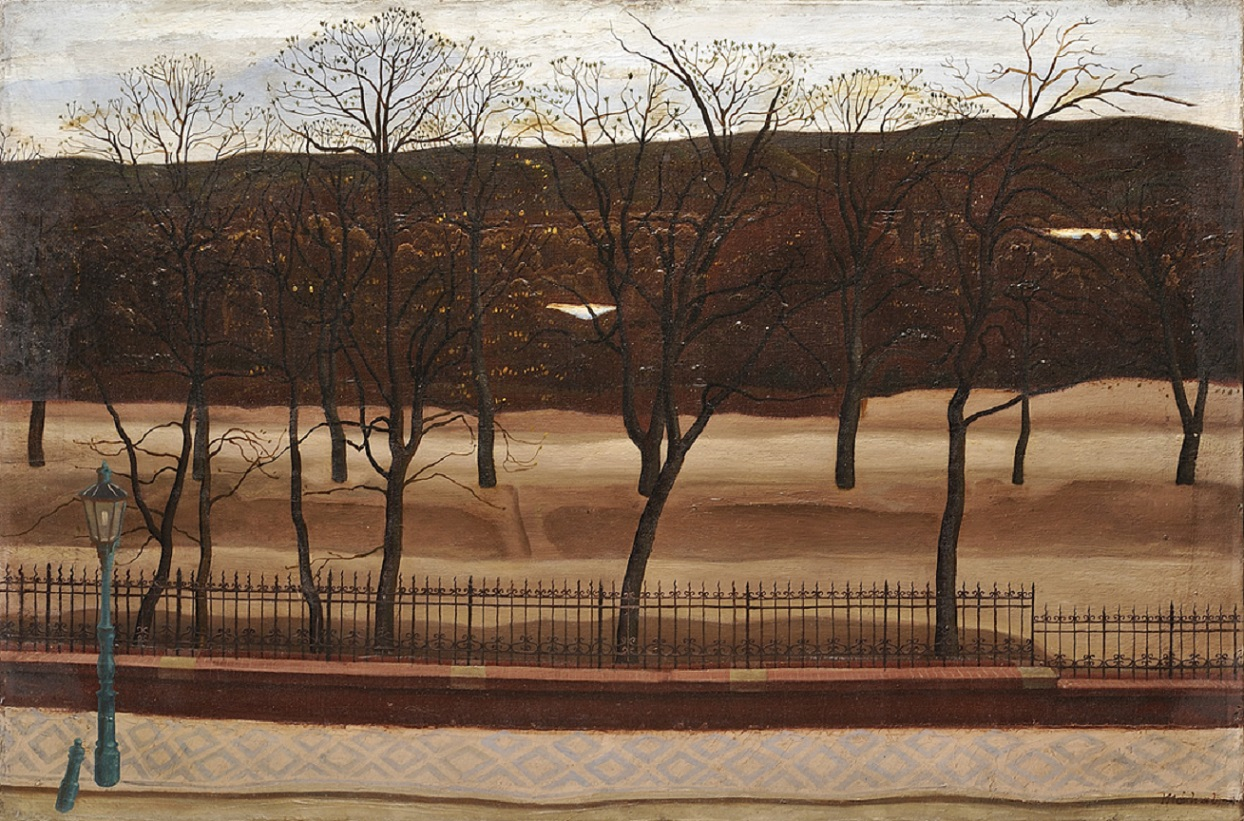
Svatopluk Máchal Stromovka
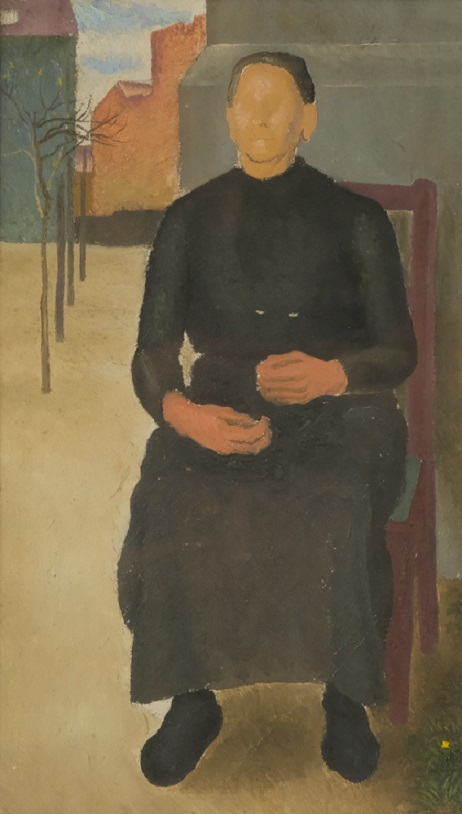
Svatopluk Máchal Žena s kočkou
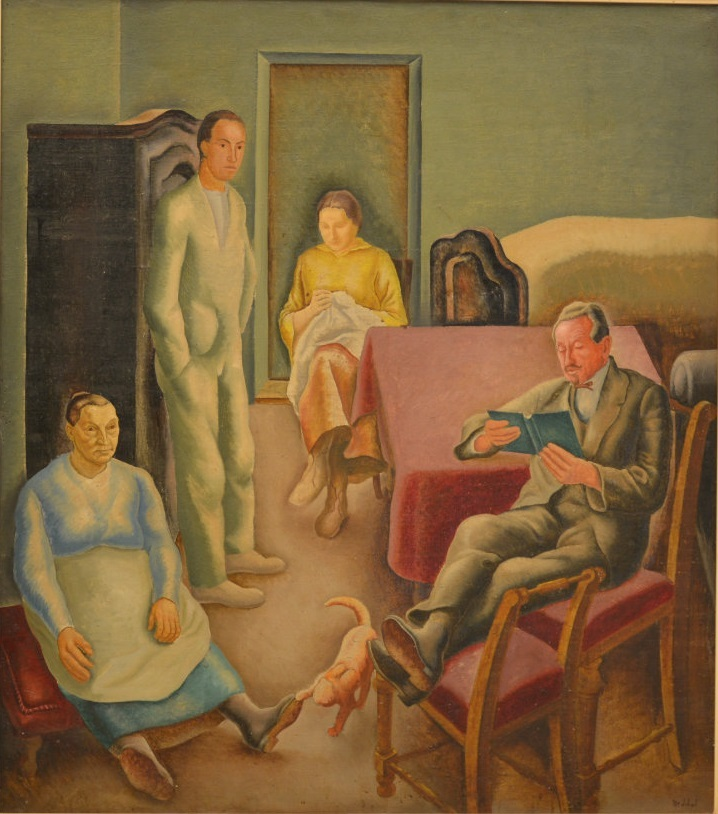
Svatopluk Máchal Doma (1925)
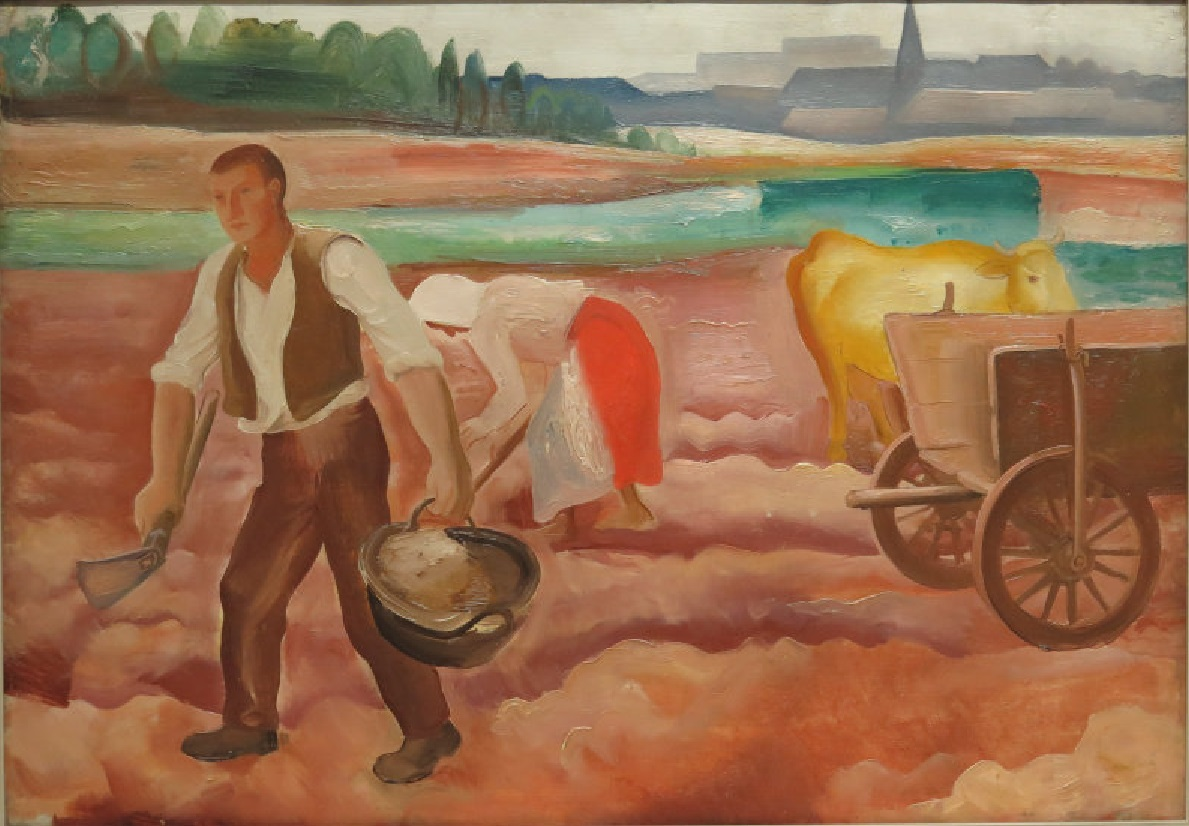
Svatopluk Máchal Na podzim u Pardubic
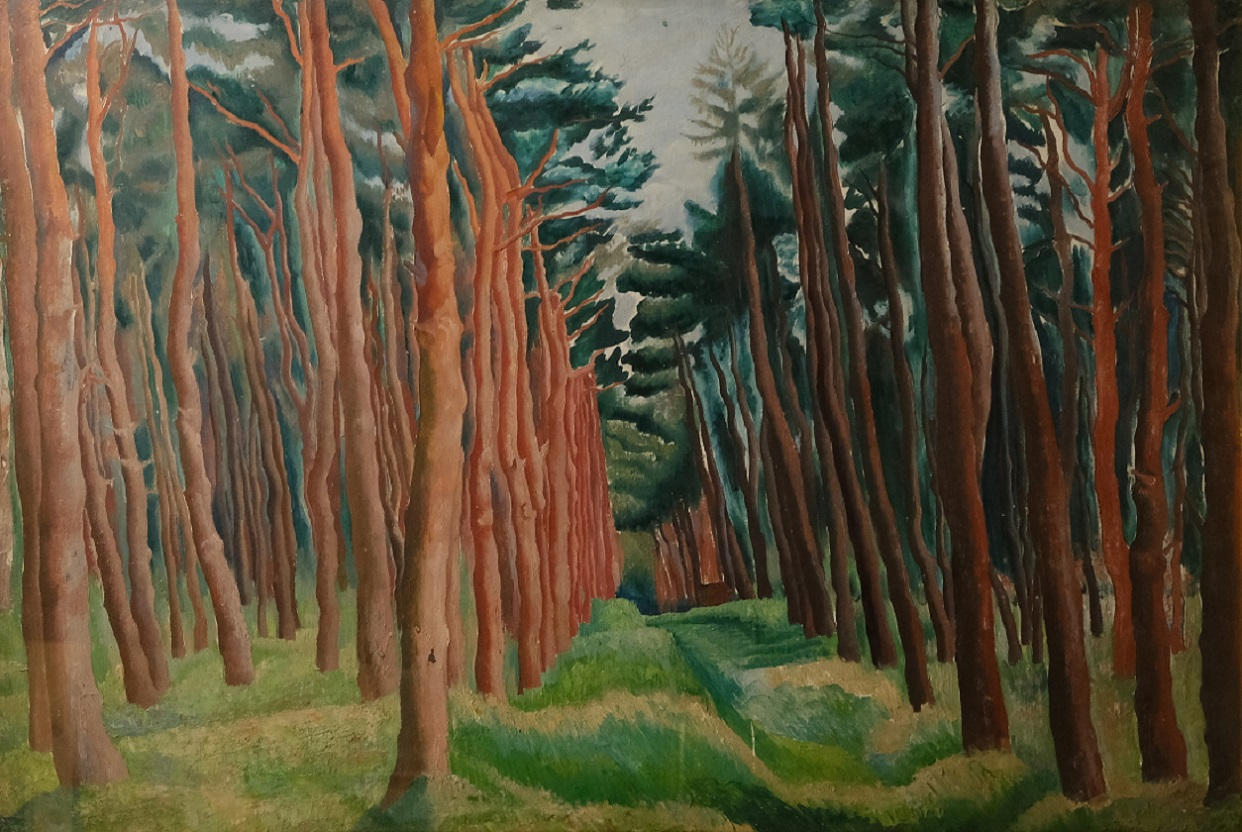
Svatopluk Máchal Dvě tváře lesa
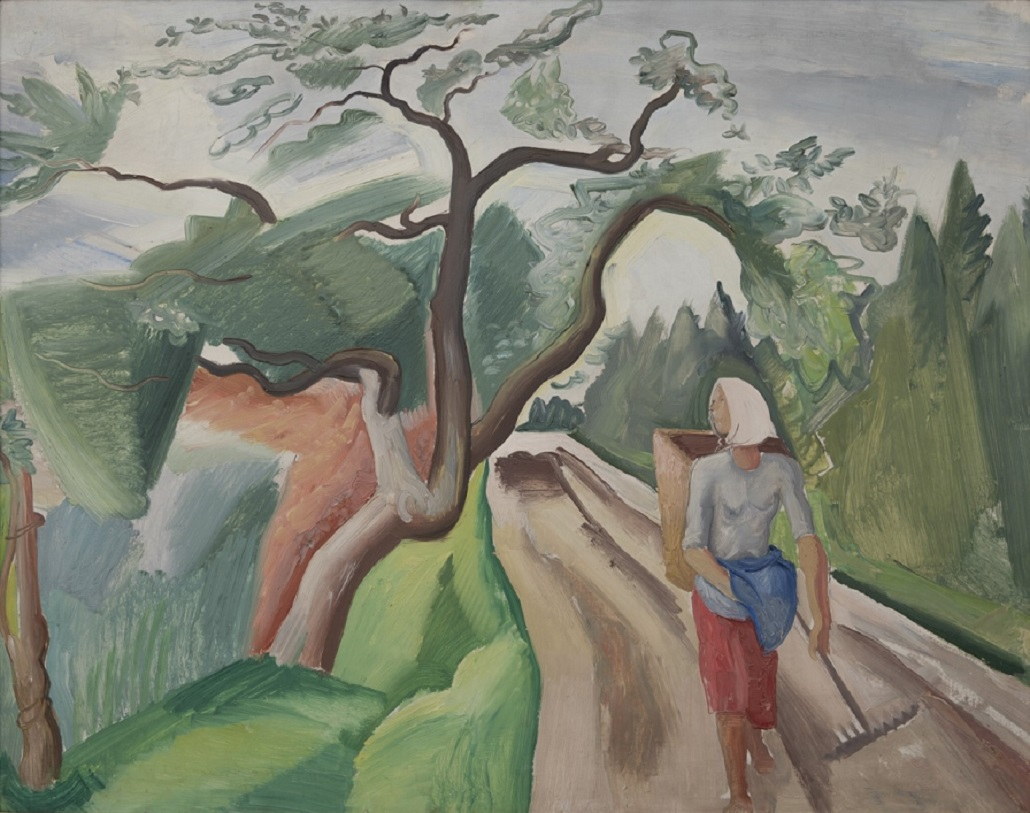
Svatopluk Máchal Žena s nůší (před bouří)
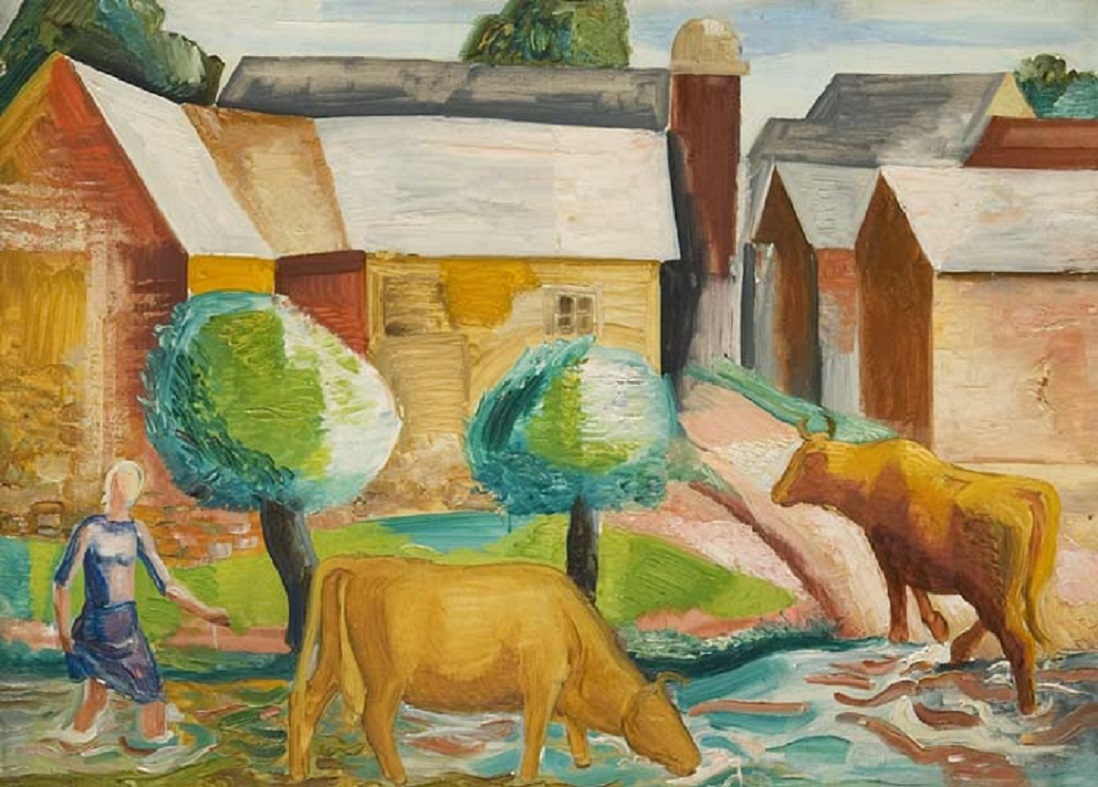
Svatopluk Máchal Napájení (okolo 1925)
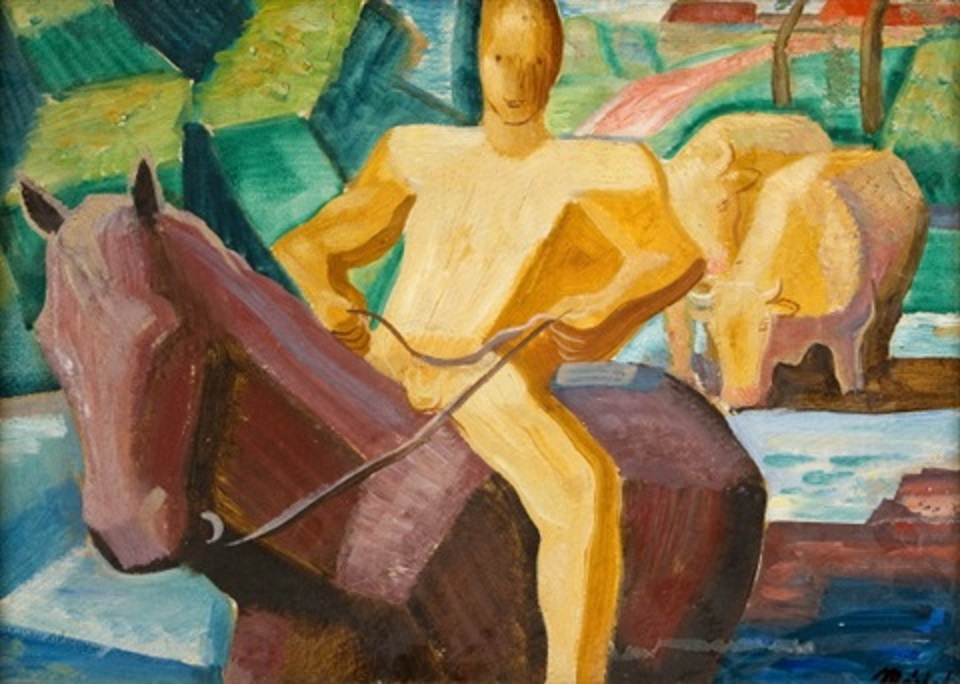
Svatopluk Máchal Plavení koně (okolo 1925)
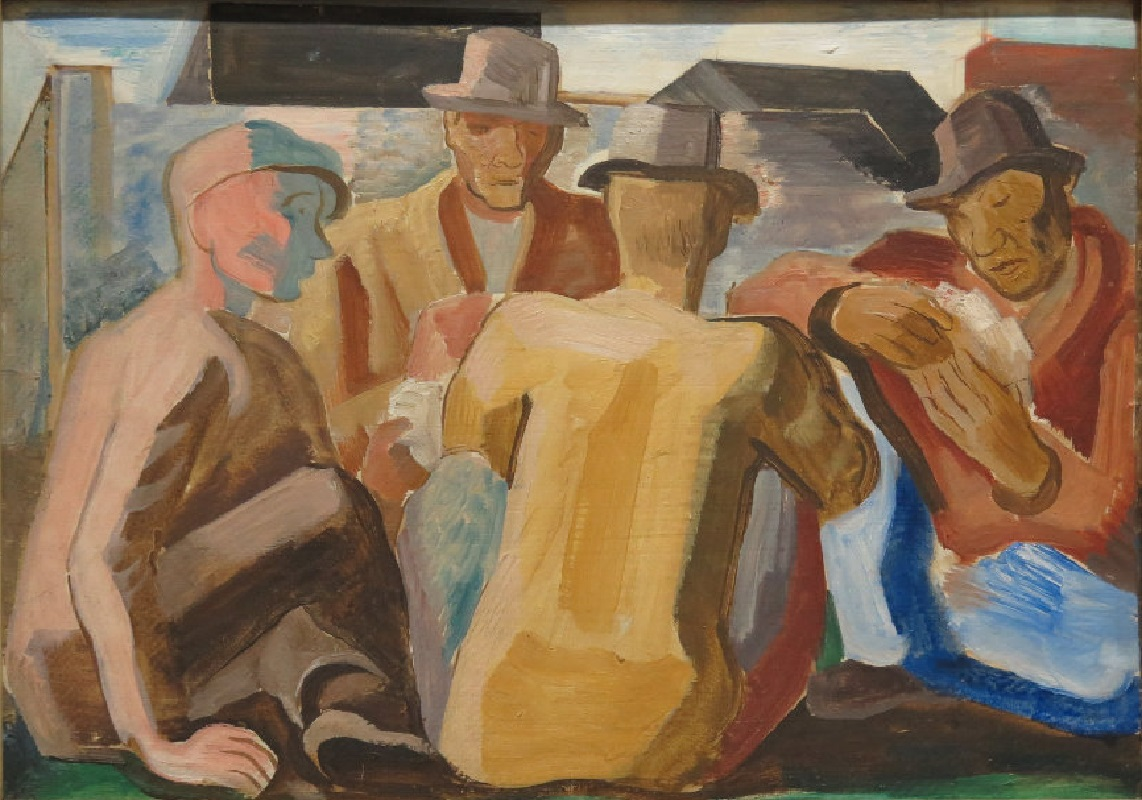
Svatopluk Máchal Hráči karet (1928)
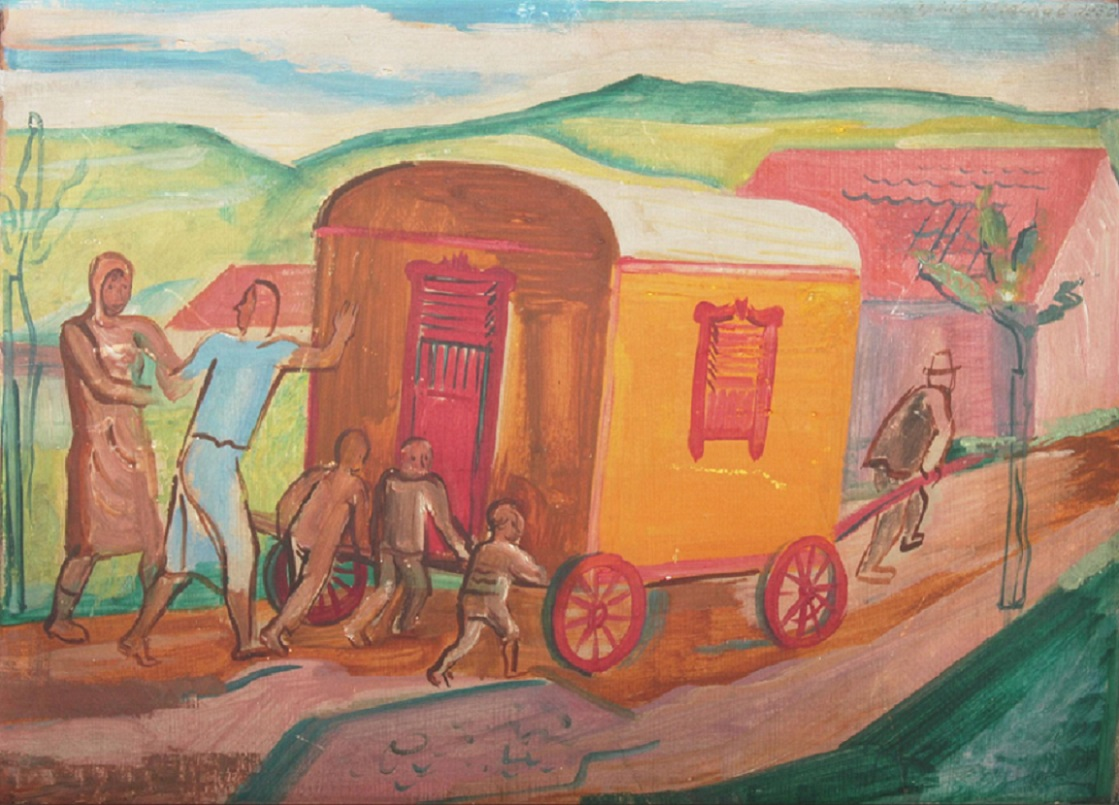
Svatopluk Máchal Na silnici (1930)
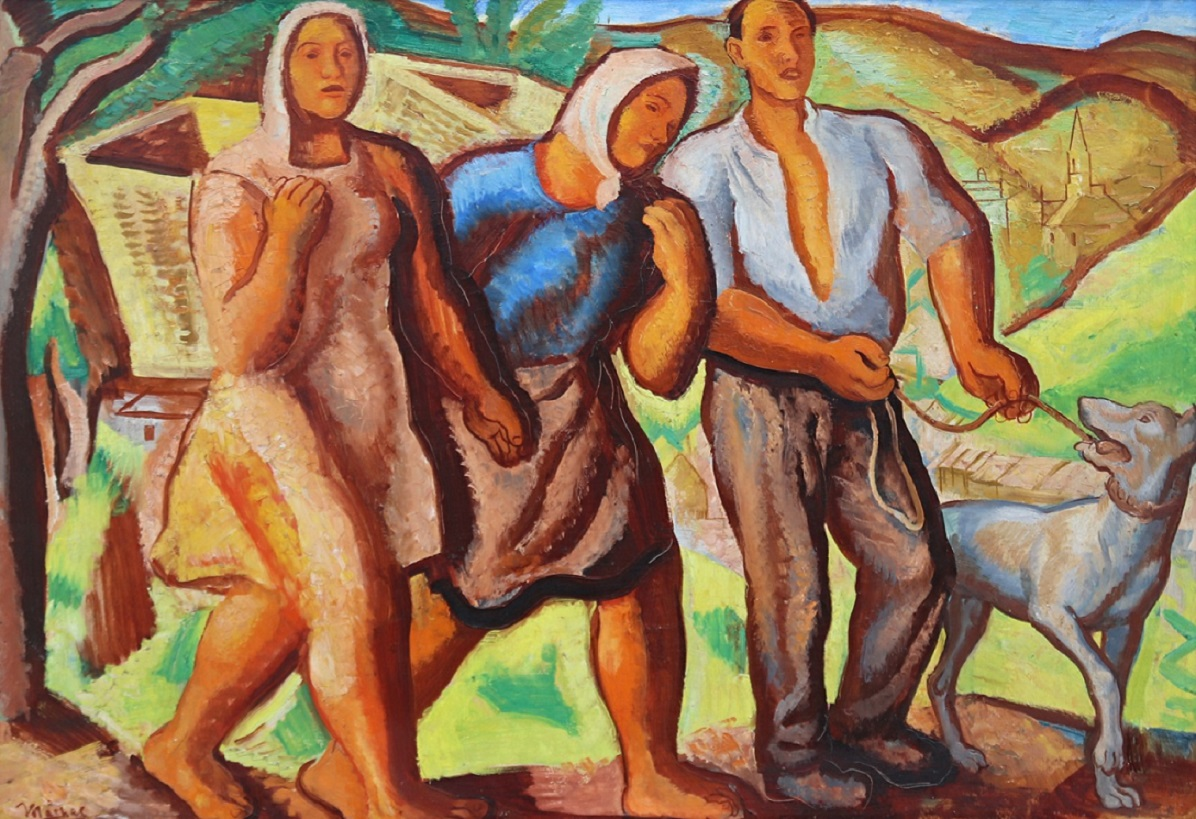
Svatopluk Máchal Ženy s nůšemi (asi 1930)
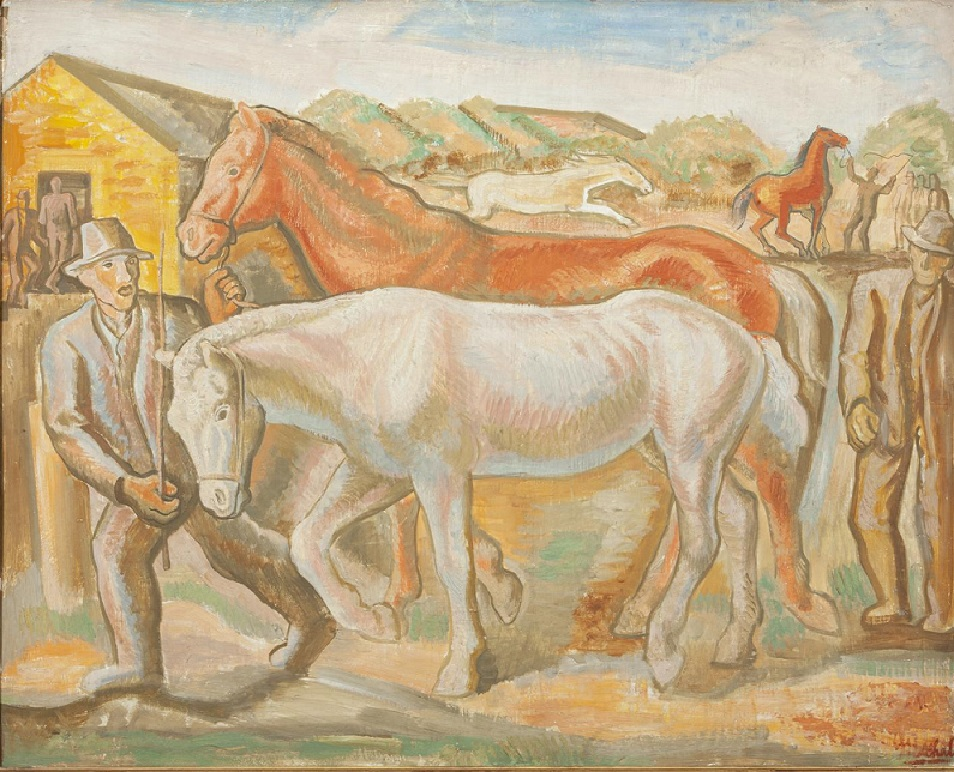
Svatopluk Máchal U stájí
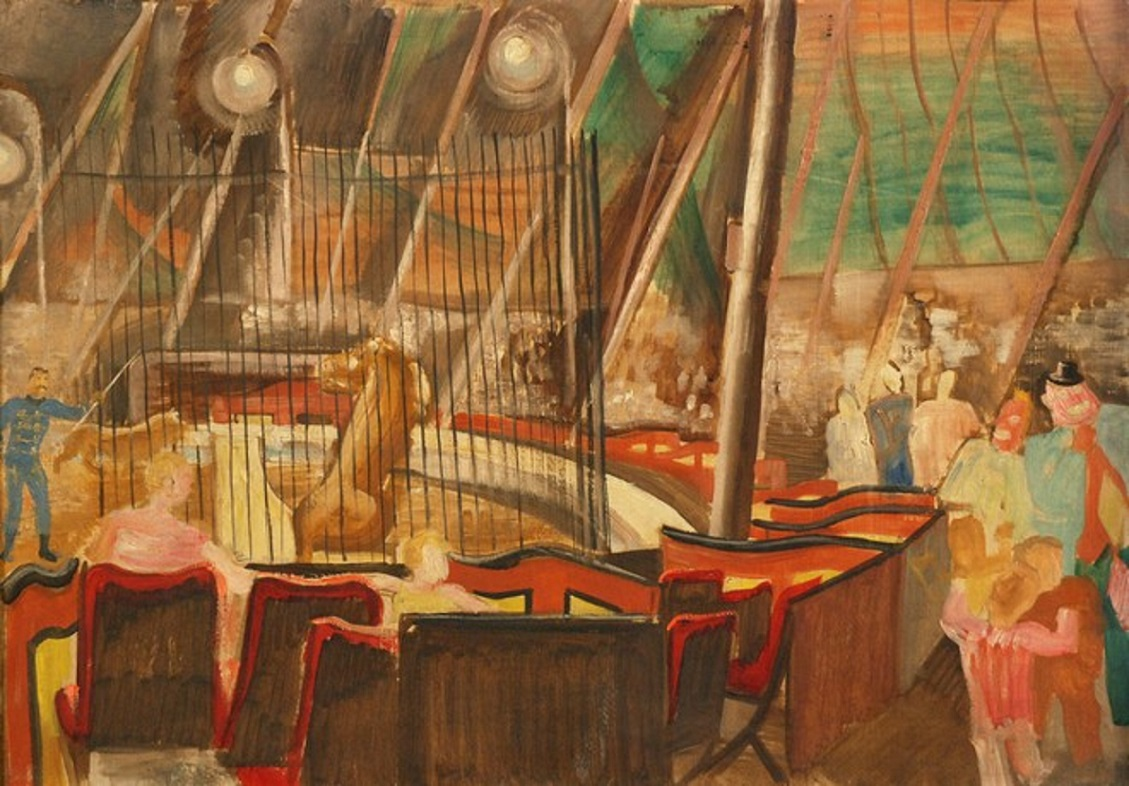
Svatopluk Máchal Cirkus (1930)
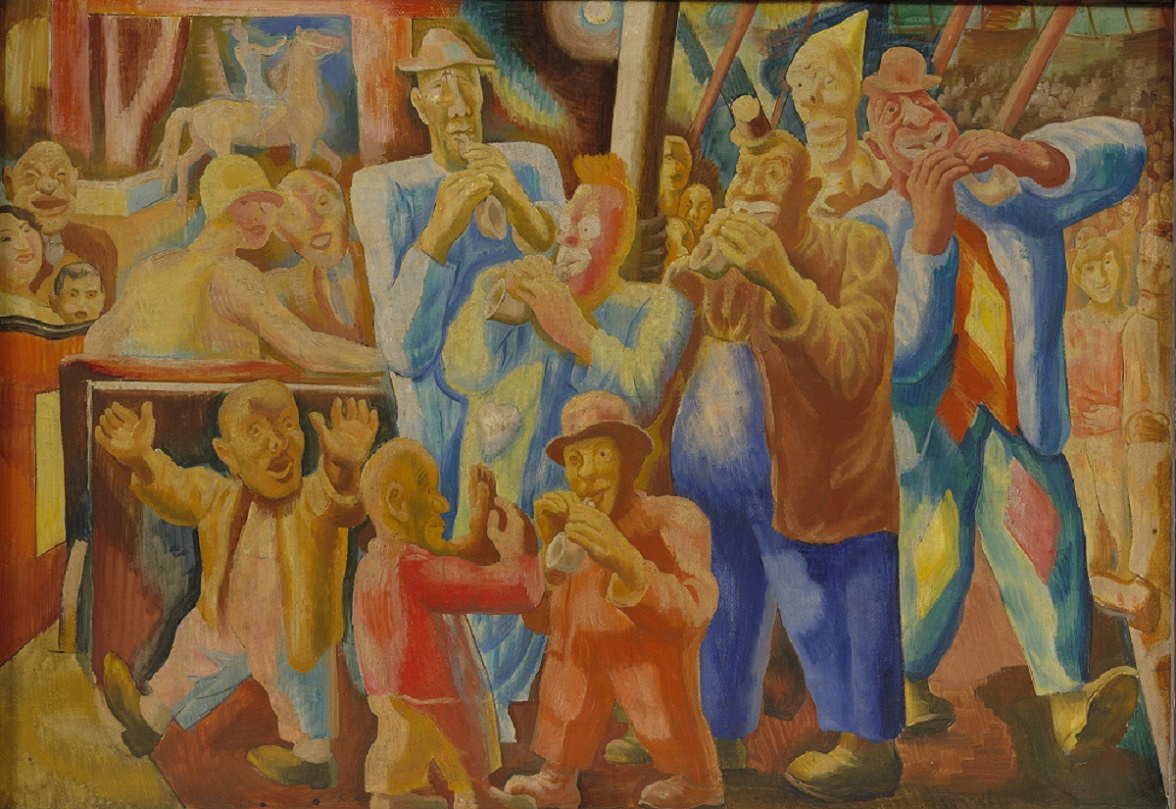
Svatopluk Máchal Clowni (1931)
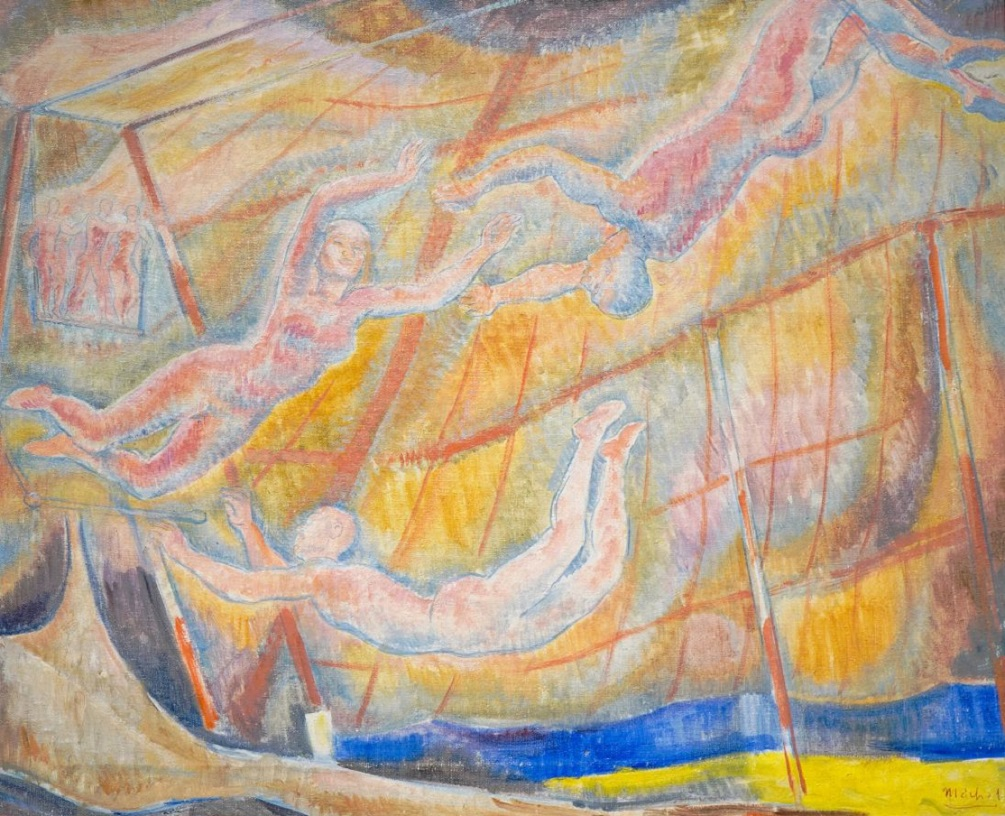
Svatopluk Máchal Akrobati
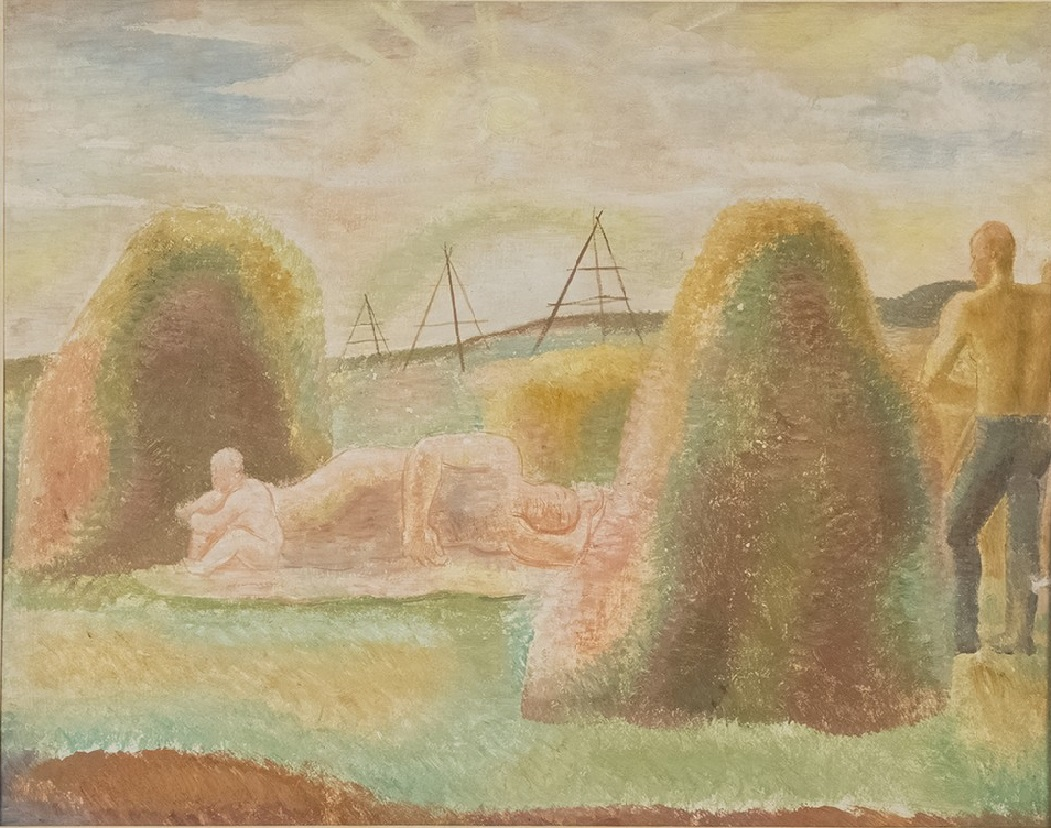
Svatopluk Máchal Za letištěm v Plzni (1932)
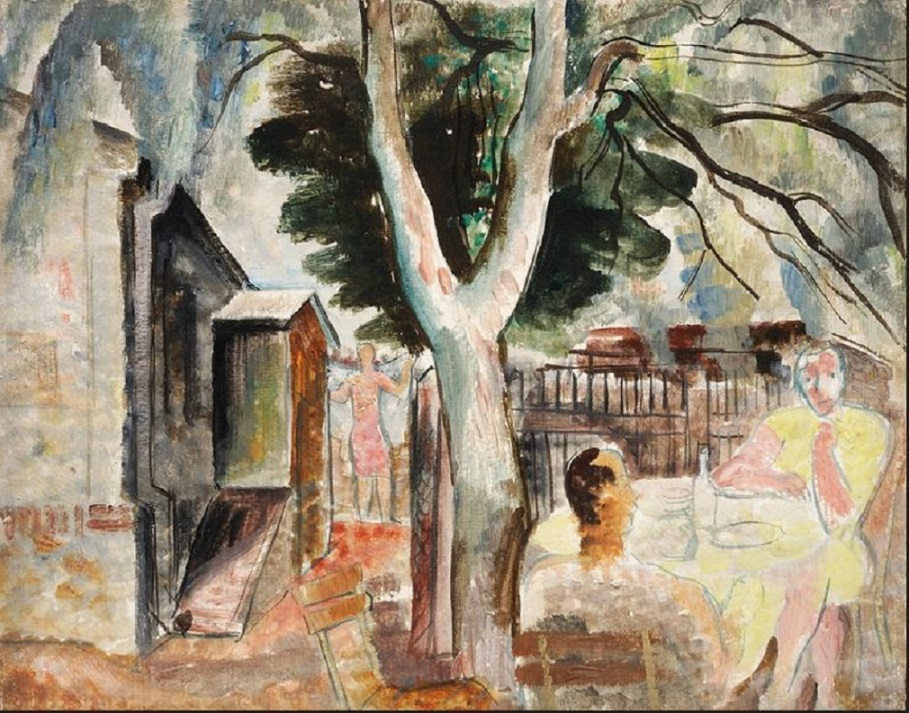
Svatopluk Máchal Nedělní odpoledne (1934)
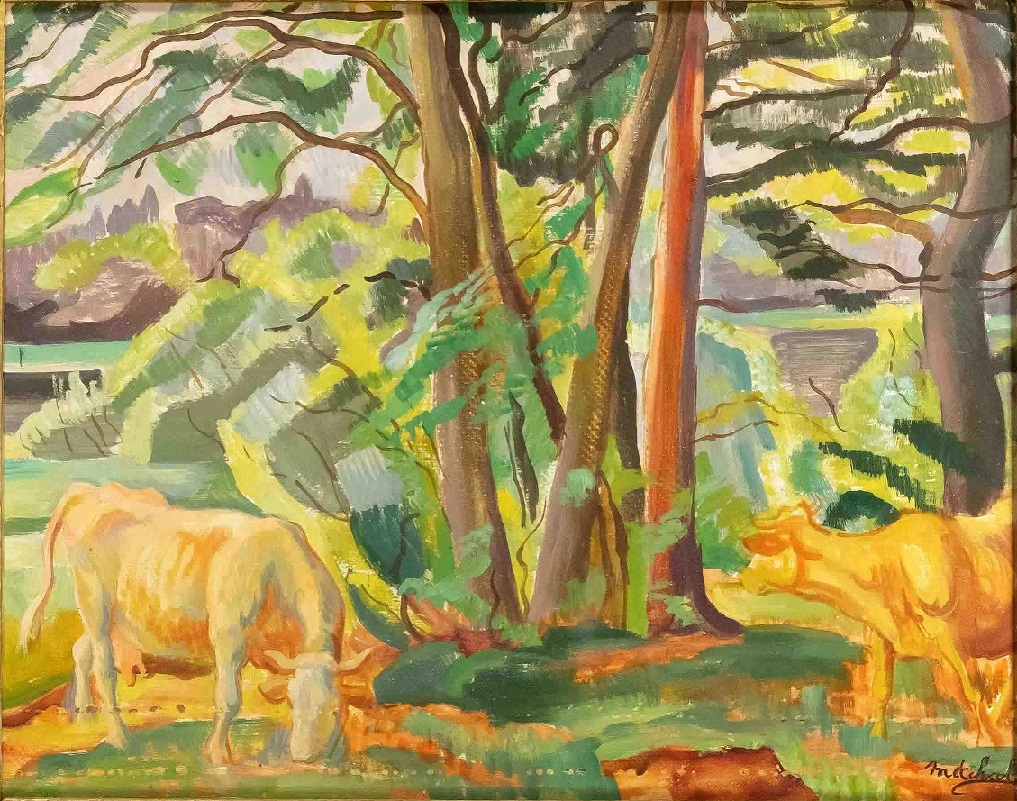
Svatopluk Máchal Na pastvě u lesa
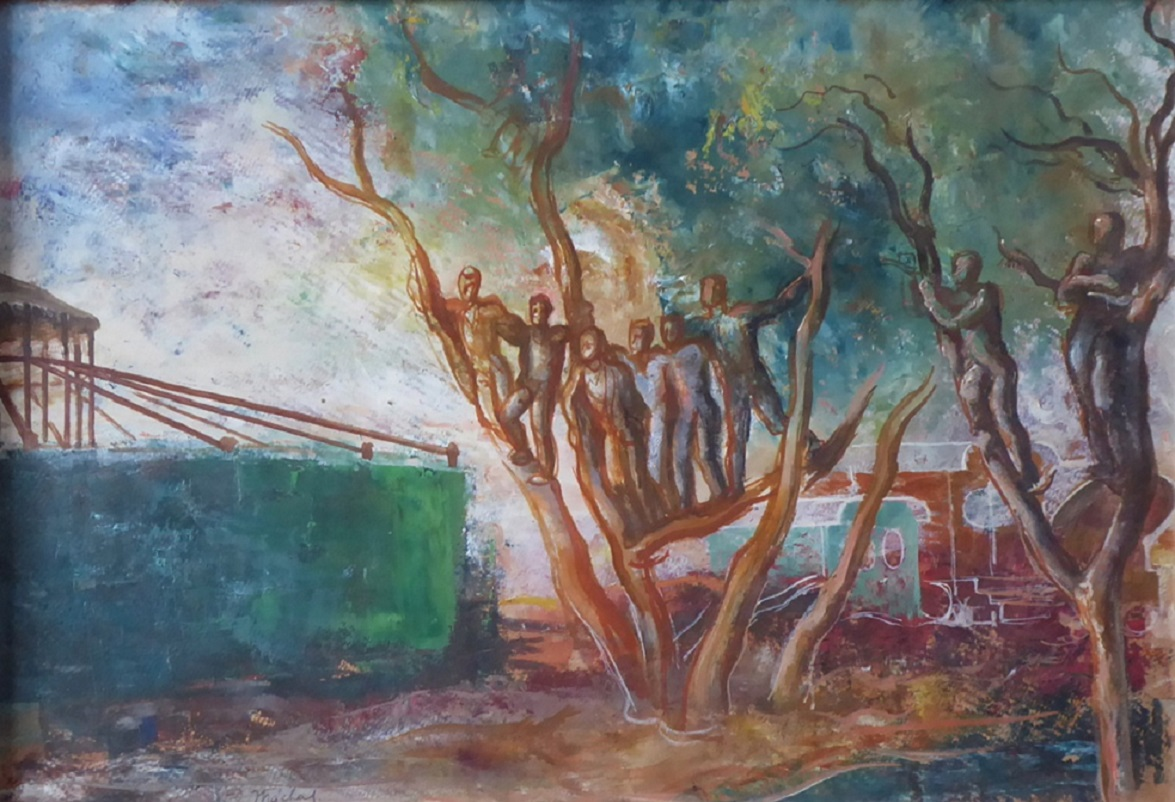
Svatopluk Máchal U arény ve Vysočanech (1941)
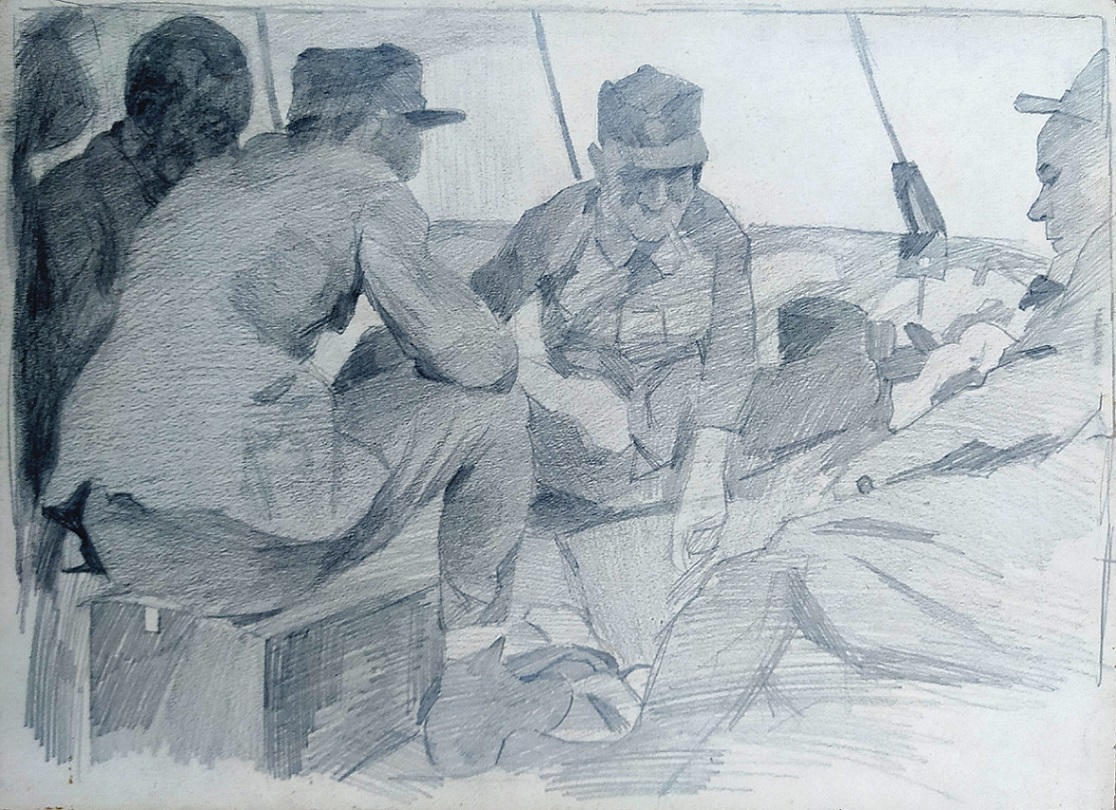
Svatopluk Máchal Legionáři u karet (tužka, asi 1920)
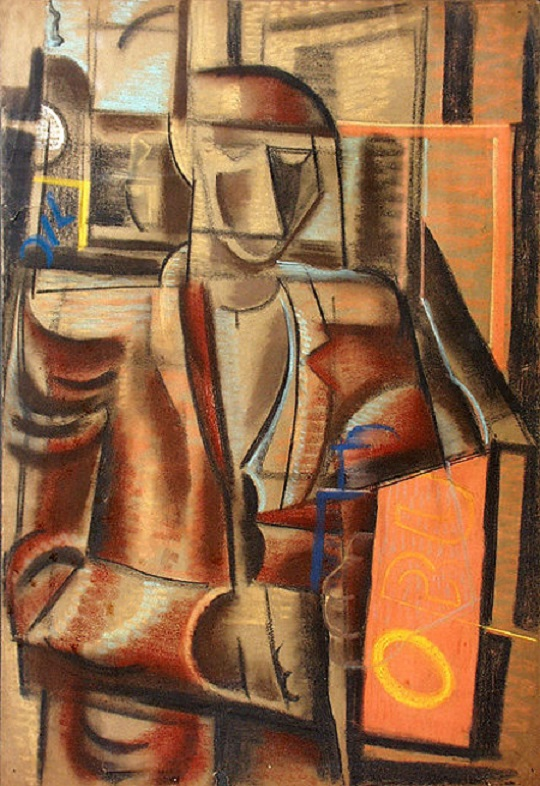
Svatopluk Máchal Piják (pastel)
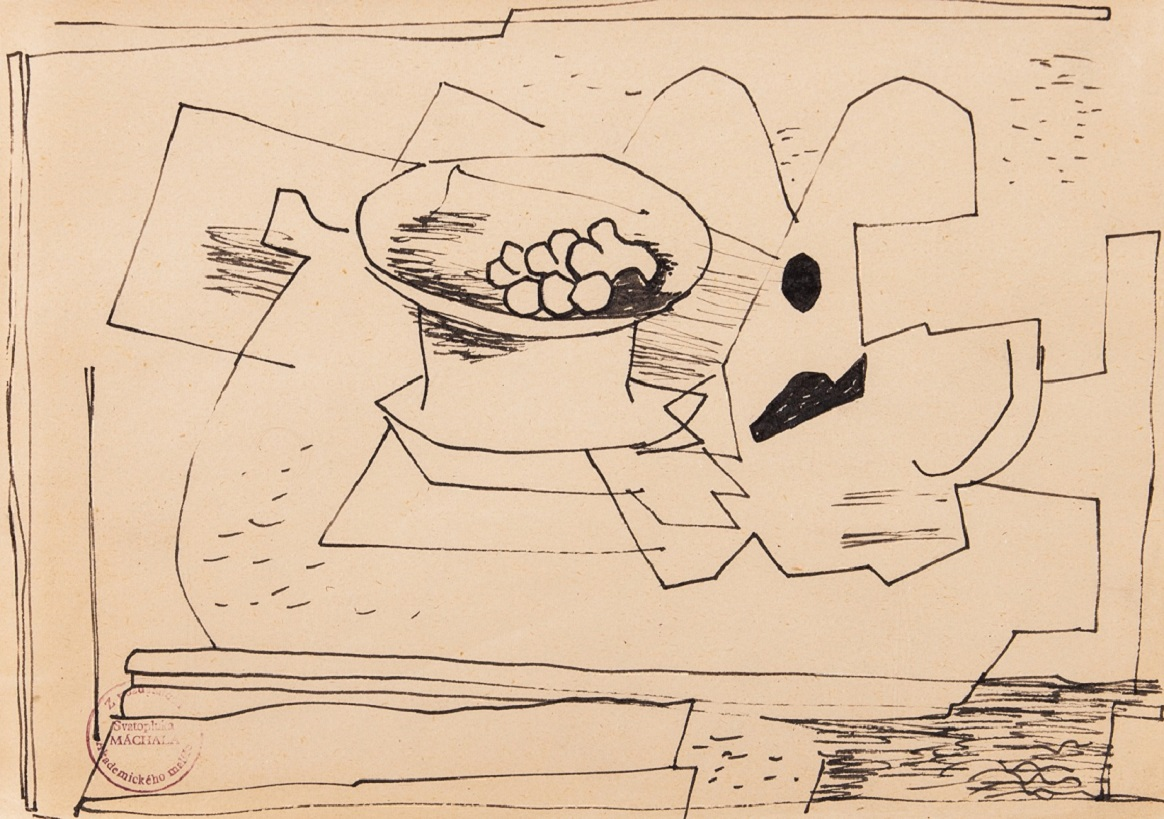
Svatopluk Máchal Zátiší (tuš)
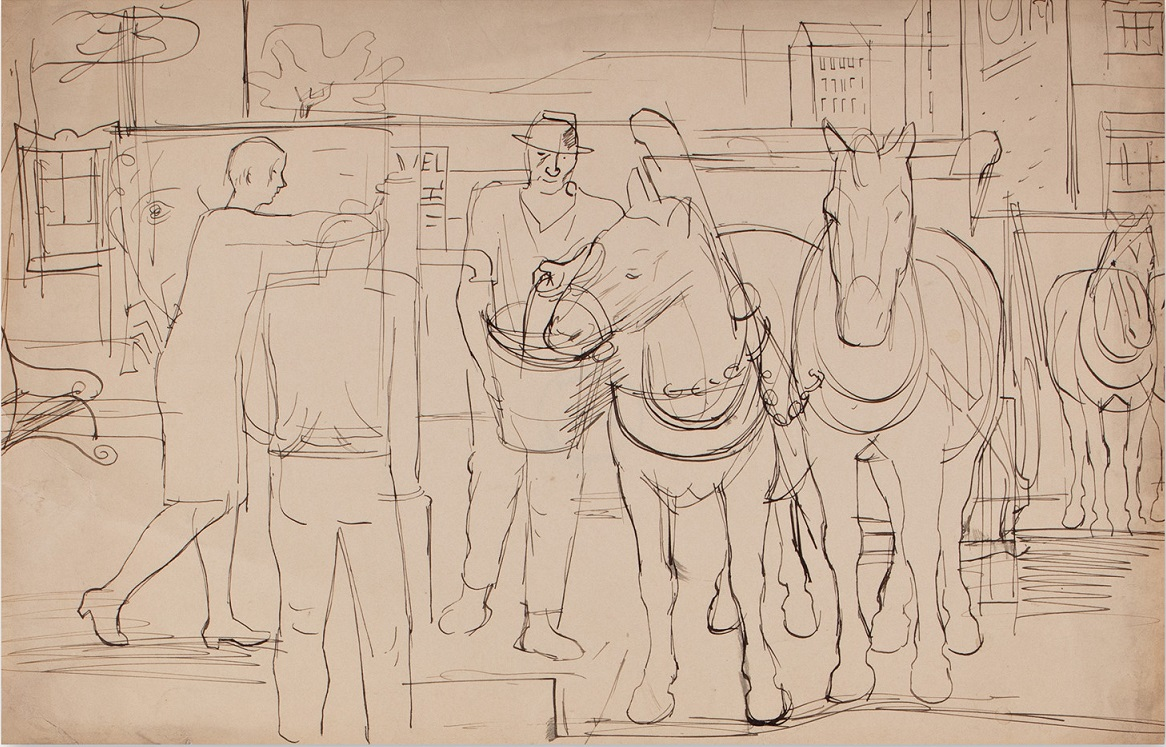
Svatopluk Máchal U studně (tuš)
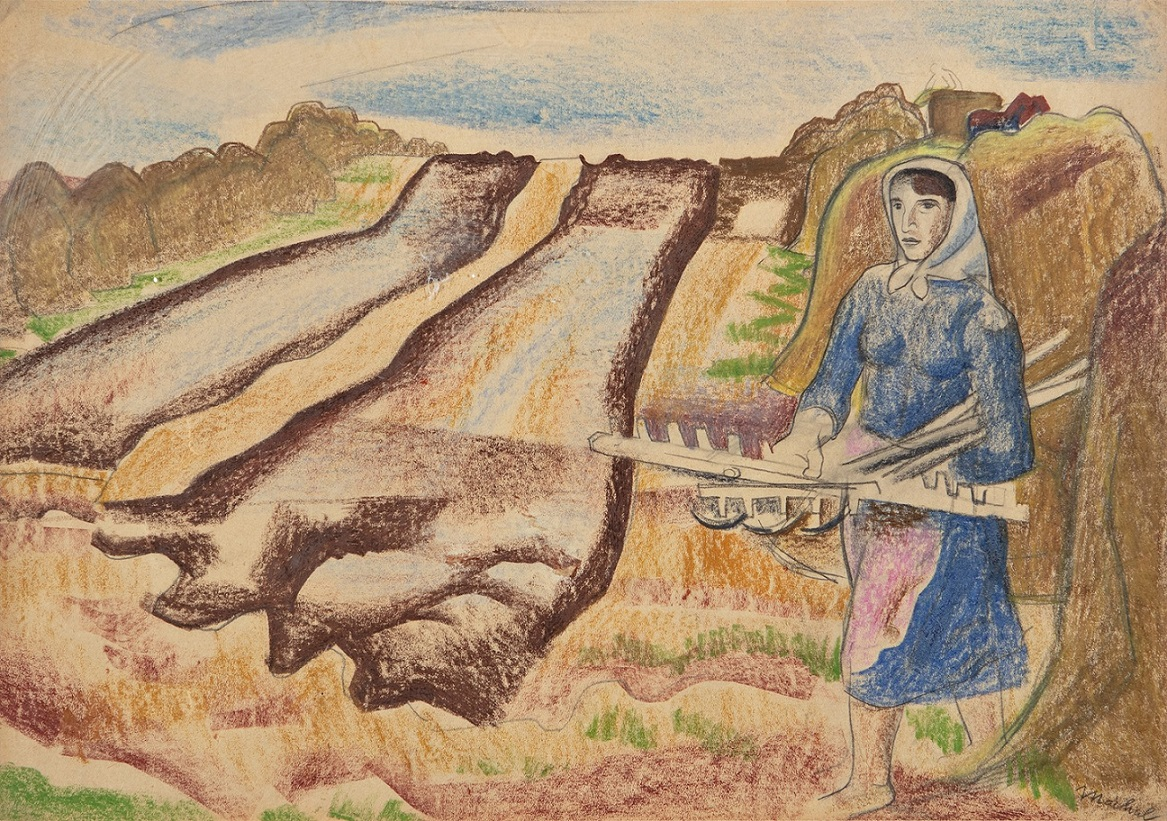
Svatopluk Máchal Návrat z pole (pastel)
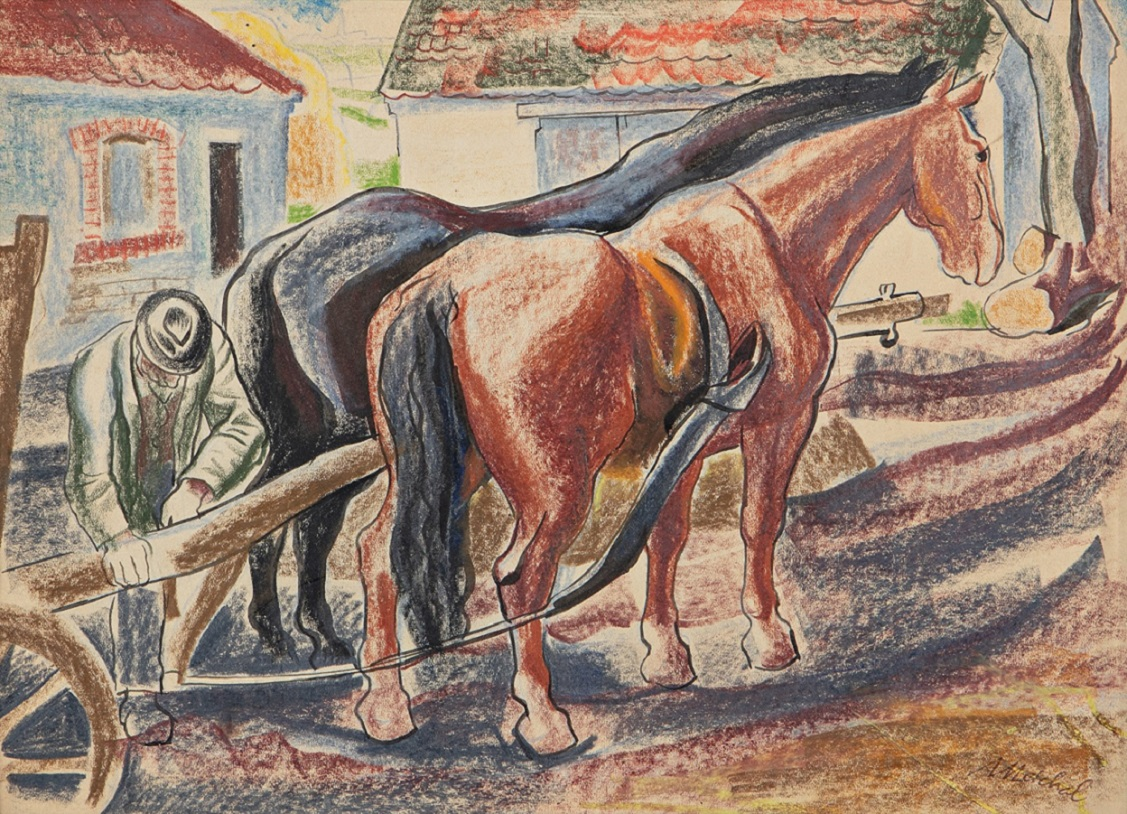
Svatopluk Máchal Zapřahání (pastel)
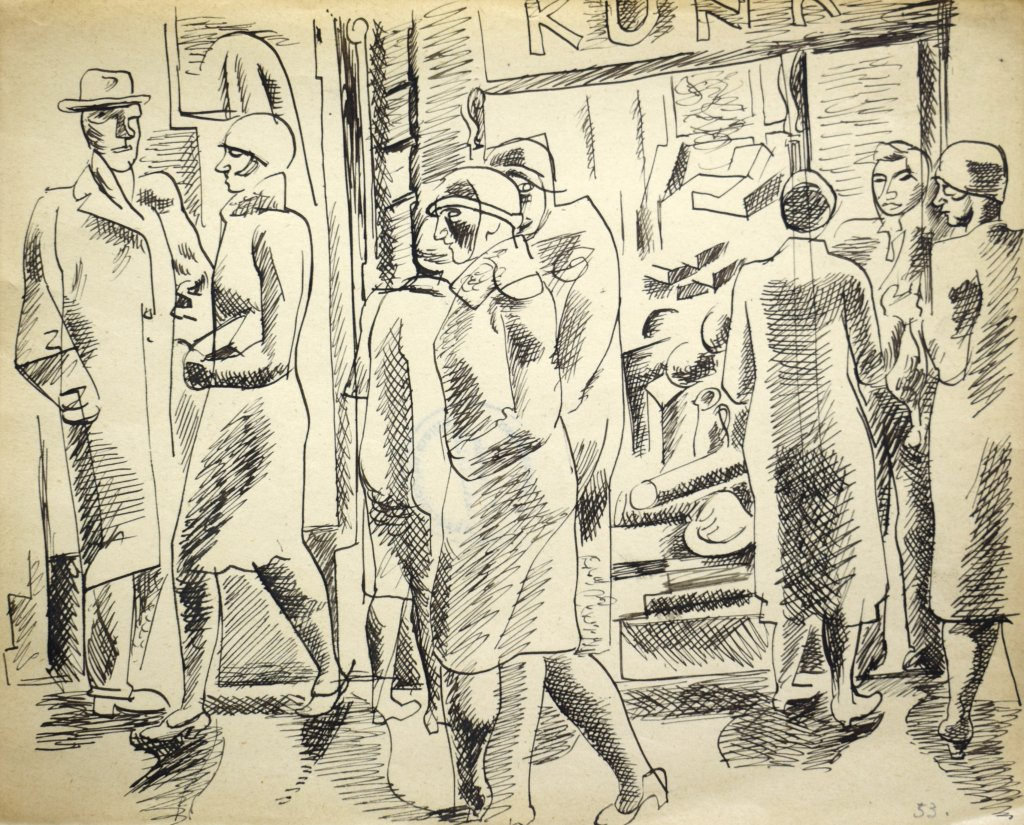
Svatopluk Máchal Ulice (tuš)
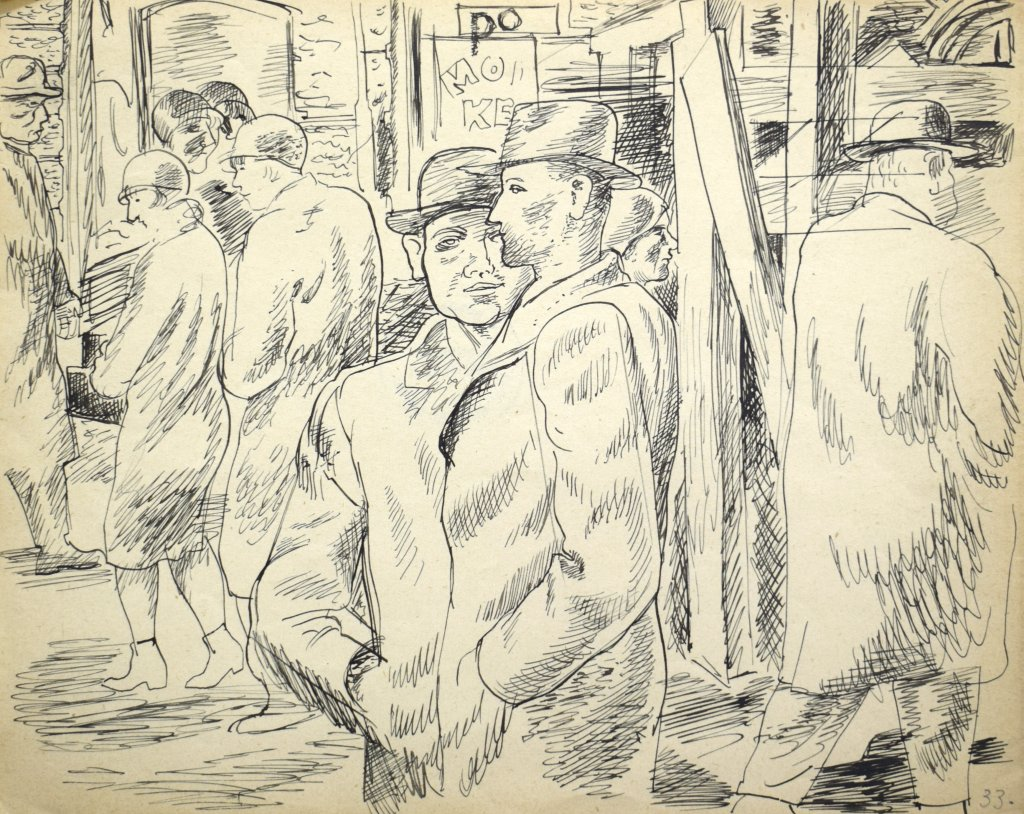
Svatopluk Máchal Ulice 2 (tuš)
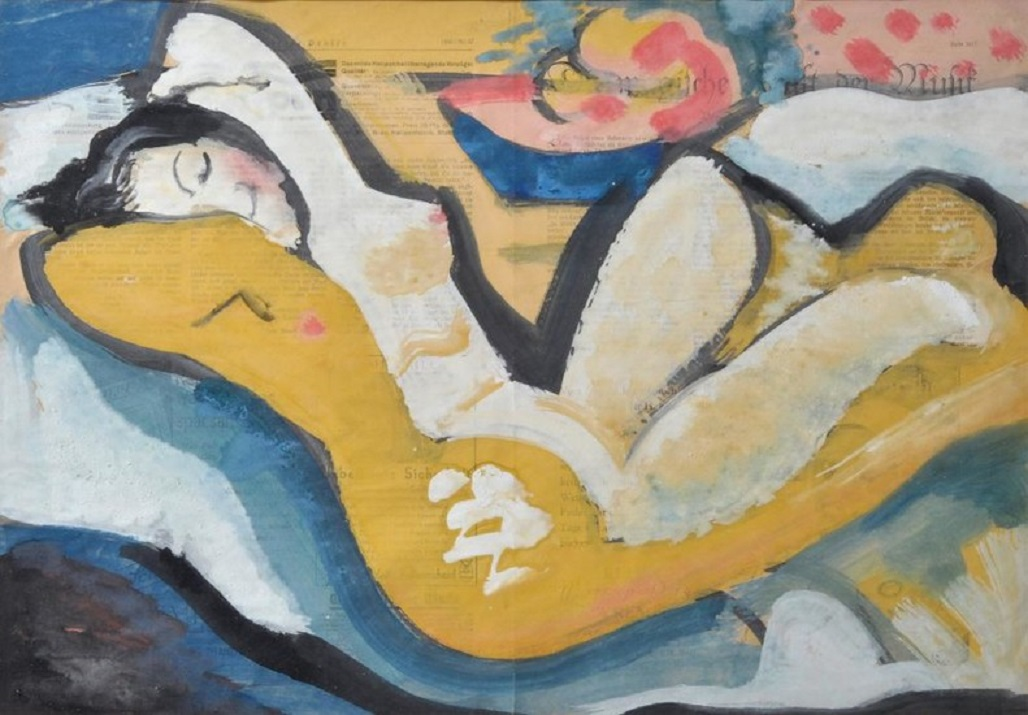
Svatopluk Máchal Ležící ženský akt (tempera)
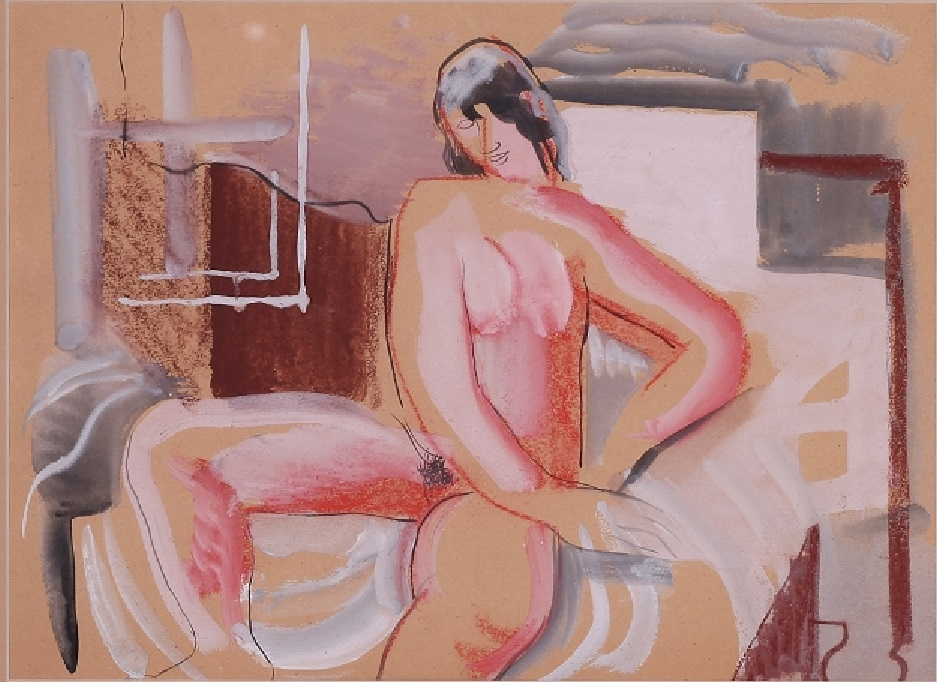
Svatopluk Máchal Červený akt (tempera)
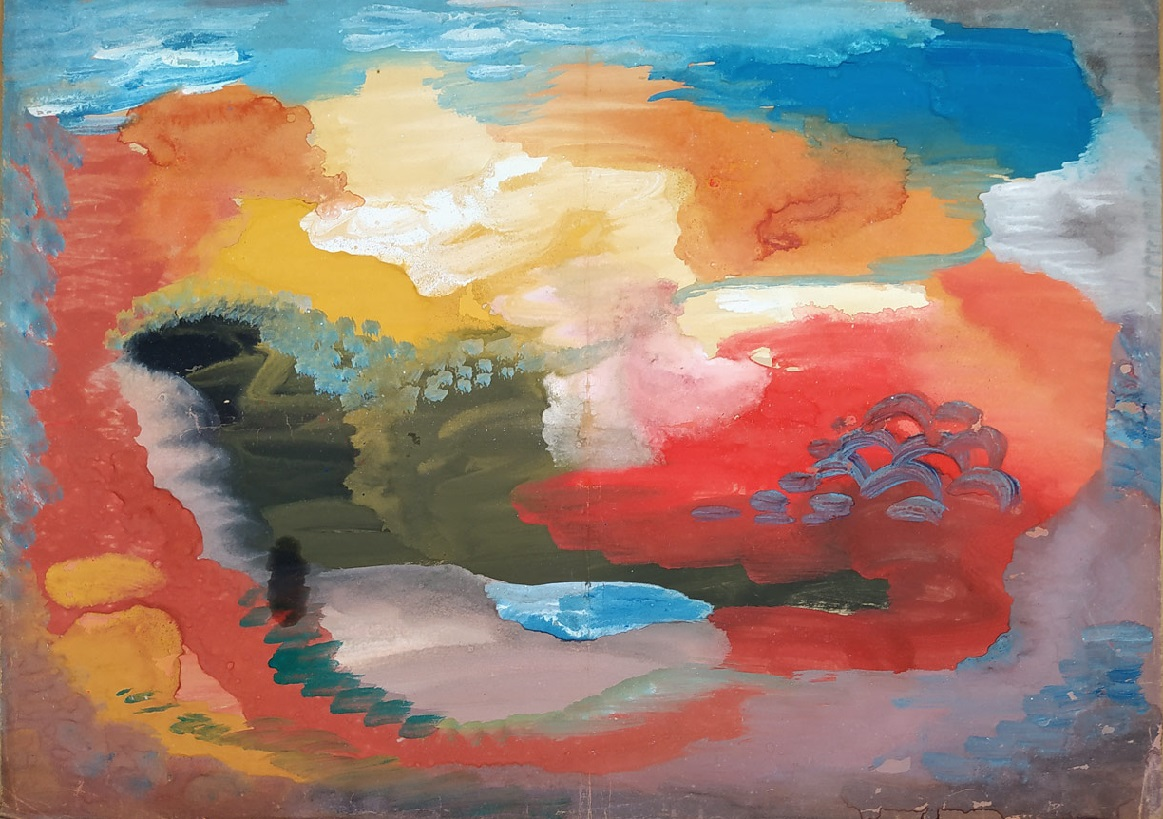
Svatopluk Máchal Abstrakce I (tempera)
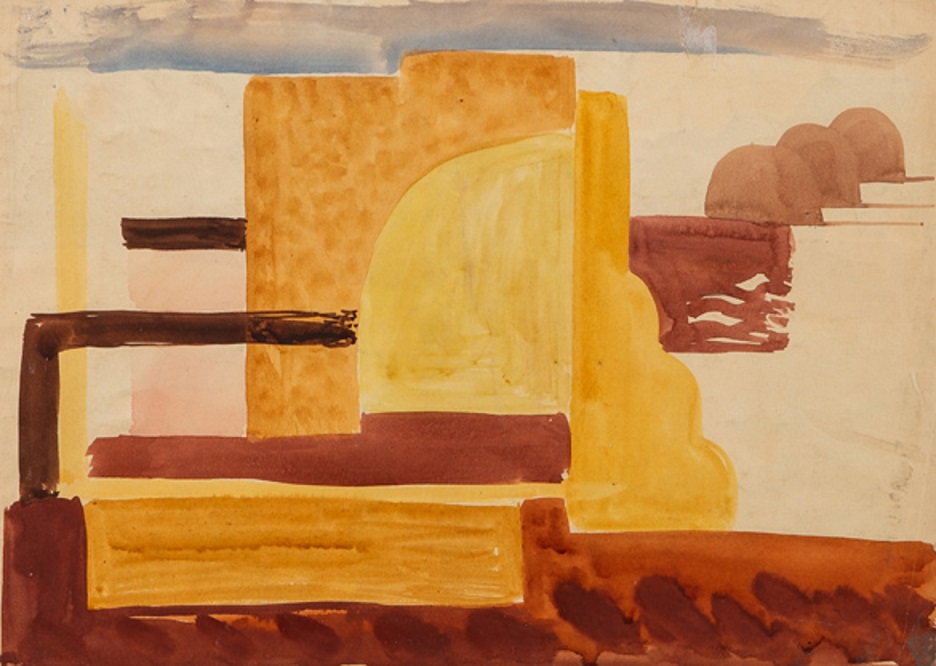
Svatopluk Máchal Za stodolou (akvarel)
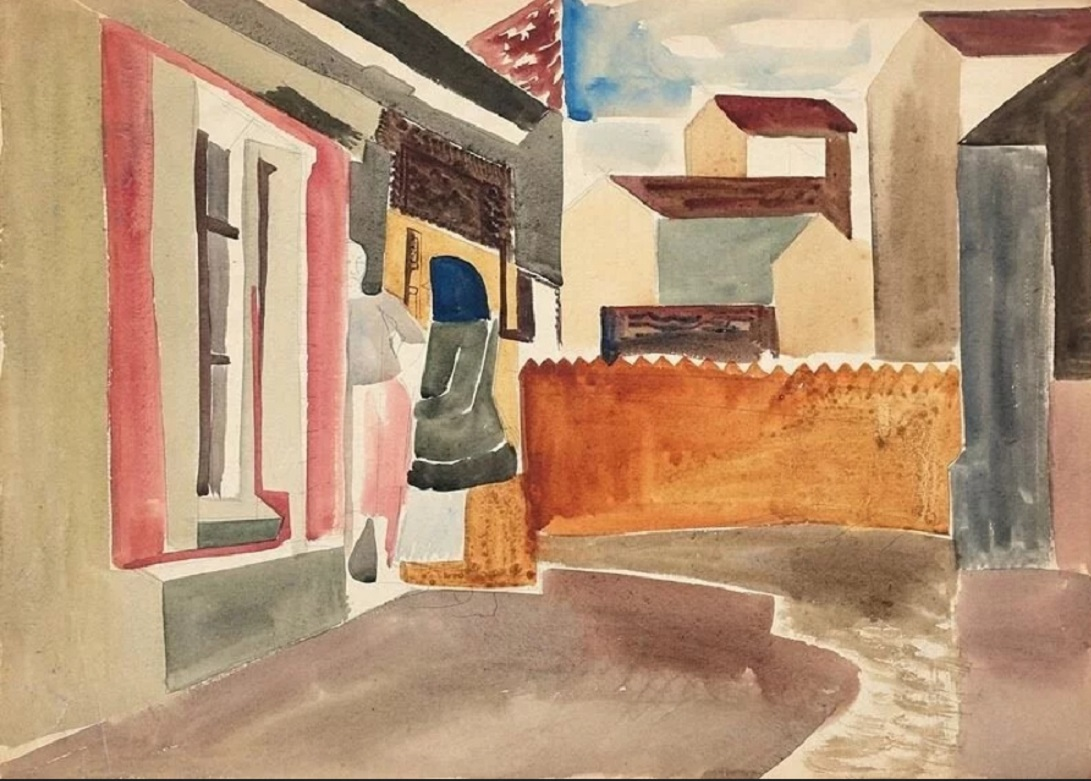
Svatopluk Máchal Návštěva (akvarel)
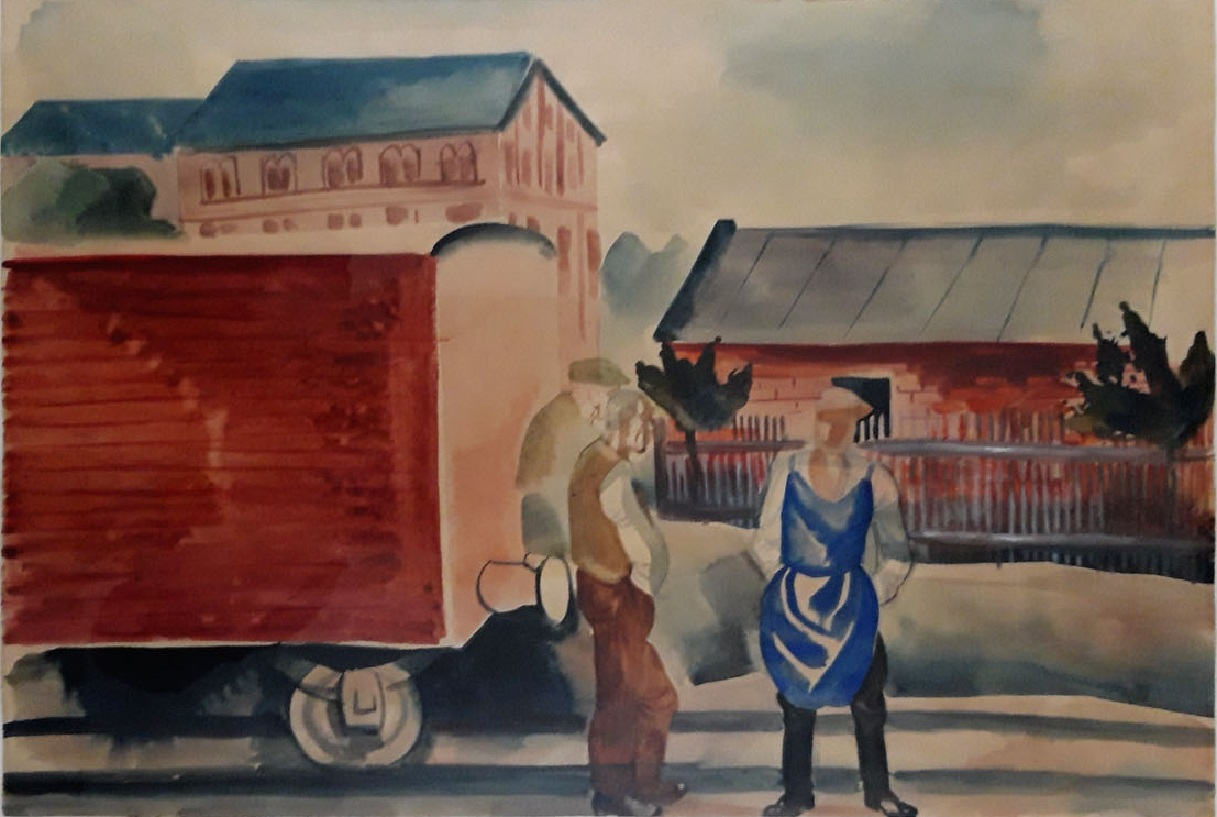
Svatopluk Máchal U nádraží (akvarel)
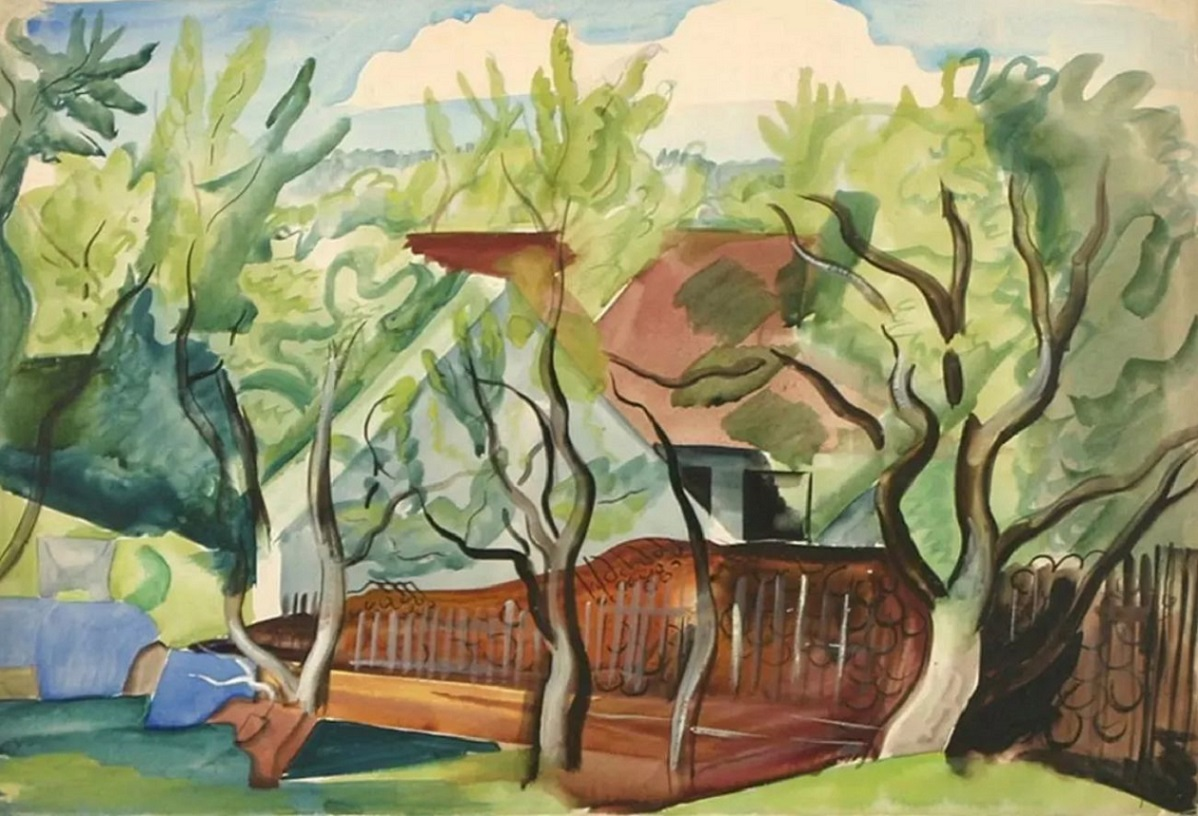
Svatopluk Máchal Zahrádka (akvarel)